# Heel (Limburg)

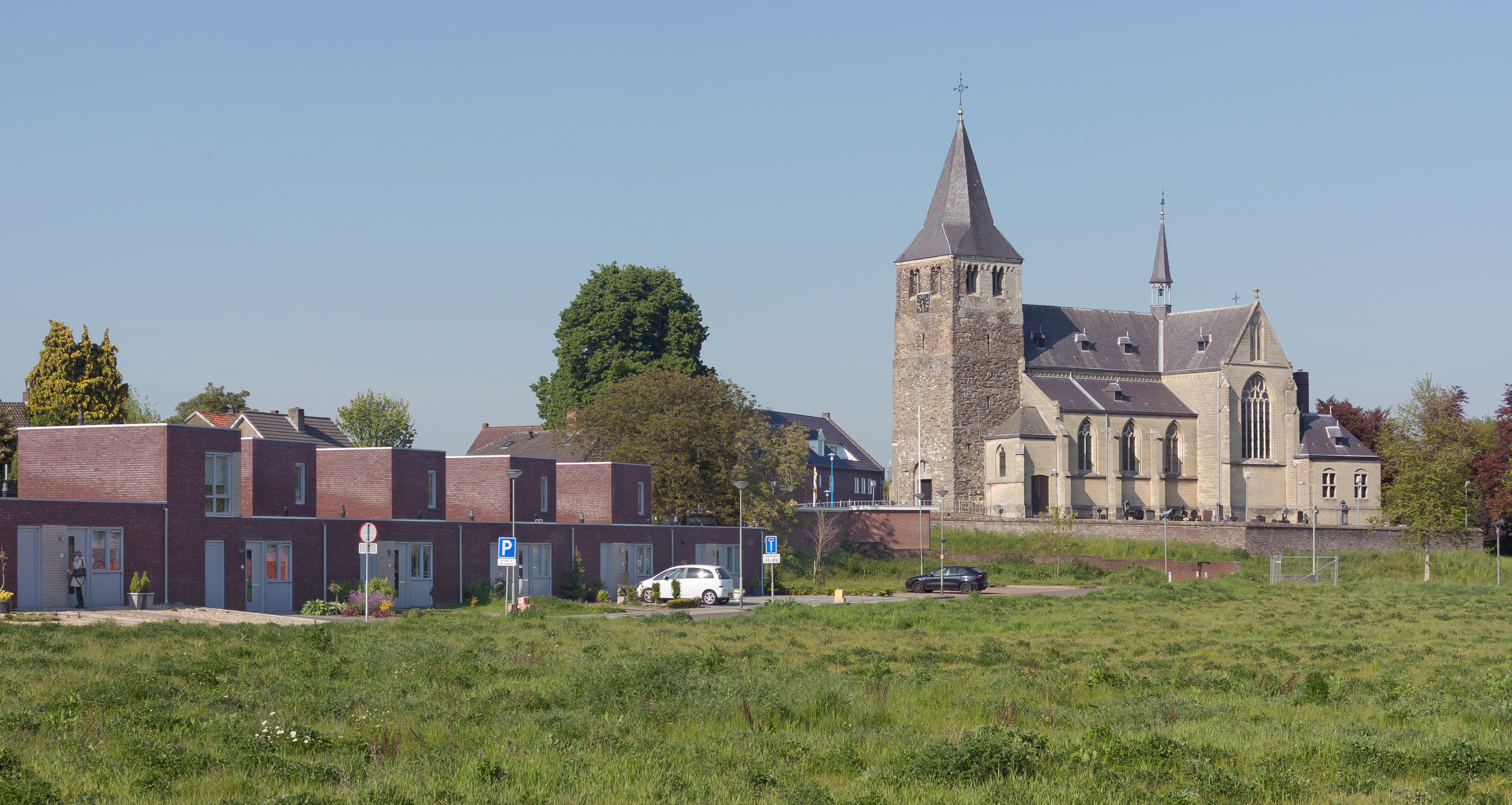
Heel, Kirche: de Sint-Stephanuskerk

Heel (anhörenⓘ) ist ein Ort und eine ehemalige Gemeinde im Süden der Niederlande in der Provinz Limburg.
Heel liegt am westlichen Ufer der Maas nur wenige Kilometer südwestlich der Stadt Roermond und 35 km nordwestlich von Maastricht an der A 2 und N 273. Die Entfernung zu Belgien beträgt etwa 4,5 km, die zu Deutschland gut 12 km.
Bahnstationen befinden sich in den Nachbarstädten Roermond, Weert und Echt; die nächsten Regionalflughäfen liegen bei den Städten Maastricht und Eindhoven.
Sehenswürdigkeiten der immer noch stark landwirtschaftlich geprägten Gemeinde sind unter anderem die Bockwindmühle St. Lintermolen sowie das Wasserschloss im angrenzenden Thorn.
Die Privatunterkünfte in der Gemeinde sind gerade bei deutschen Kurzurlaubern sowie Wassersportfreunden beliebt, die die zahlreichen benachbarten Sport- und Einkaufsmöglichkeiten für einen kurzen Trip über die Grenze nutzen.

## Gemeindefusion
Die vormalige Gemeinde Heel ist zum 1. Januar 2007 mit den Gemeinden Maasbracht und Thorn zur Gemeinde Maasgouw fusioniert.
Die Gemeinde Heel war 1991 ihrerseits aus dem Zusammenschluss der ehemals selbständigen Gemeinden Heel en Panheel, Beegden und Wessem entstanden. Die Gemeinde hatte 8.326 Einwohner (Stand 31. Dezember 2006) und eine Fläche von 25,36 km².

## Städtepartnerschaft
Zwischen der Gemeinde Heel und Seligenstadt in Hessen bestand zwischen 1972 und 2008 eine Partnerschaft, die aus der Partnerschaft der seinerzeit selbständigen Gemeinden Wessem und Klein-Welzheim hervorging. Die Partnerschaft wurde auf Wunsch der Gemeinde Maasgouw, in die Heel 2007 überging, im März 2008 in Seligenstadt gelöst.

## Politik

### Sitzverteilung im Gemeinderat
Bis zur Auflösung der Gemeinde ergab sich seit der Gemeindegründung folgende Sitzverteilung:
| Partei          | Sitze | Sitze | Sitze | Sitze |
| Partei          | 1990  | 1994  | 1998  | 2002  |
| --------------- | ----- | ----- | ----- | ----- |
| Geheel Anders a | 2     | 4     | 3     | 4     |
| Fractie Wessem  | 3     | 4     | 4     | 4     |
| CDA             | 3     | 3     | 3     | 3     |
| Beegden Aktief  | 2     | 2     | 2     | 2     |
| VVD             | 0     | —     | 1     | 0     |
| PvdA            | 1     | 0     | —     | —     |
| Beegden ’90     | 1     | —     | —     | —     |
| Samen Sterk     | 1     | —     | —     | —     |
| Gesamt          | 13    | 13    | 13    | 13    |

## In Heel geboren
- Emile Hendrix (* 1955), ehemaliger Springreiter